# Romina Ashrafi
Romina Ashrafi, née le 6 août 2006 dans la préfecture de Talesh et morte le 21 mai 2020 à Sefid Sangan (en), Talesh , est une jeune fille iranienne de Talesh qui a été tuée par son père à treize ans. 
Elle avait fui la maison avec son petit ami avant de mourir en raison de l'opposition de sa famille à son mariage, mais la police l'a arrêtée et l'a remise à son père, alors qu'elle formulait des craintes. 

## Arrestation et assassinat
Romina Ashrafi est une jeune adolescente de treize ans originaire de la préfecture de Talesh lorsqu'elle décide de s'enfuir avec son amoureux, un homme d'une trentaine d'années du nom de Bahman Khavari que ses parents ne souhaitent pas qu'elle épouse. Son père, Reza Ashrafi, porte plainte pour enlèvement. 
Elle est arrêtée et rendue à sa famille par le juge, bien qu'elle déclare craindre pour sa vie. Son père la tue dans son sommeil à l'aide d'une faucille le 21 mai 2020,.

## Procès et condamnation du père
Reza Ashrafi est arrêté peu après. D'après le code pénal iranien et la jurisprudence, un père ne risque que la condamnation la plus légère pour le meurtre d'un de ses enfants. Il encourt entre trois et dix ans d'emprisonnement.
En août 2020, il est condamné à neuf ans de prison.

## Réactions

### En Iran
La presse nationale relaie l'information en une, le mercredi suivant la mort de Romina Ashrafi,.
Son assassinat a provoqué de nombreuses réactions sur les réseaux sociaux. La nouvelle de son meurtre a été publiée sur un certain nombre de chaînes de messagerie Talesh locales le 22 juin,,.
Selon la presse, ce crime « scandalise et ranime le débat sur les lois patriarcales en Iran », et « met en lumière l’impunité des pères infanticides ».
Le président iranien Hassan Rohani a demandé à son gouvernement d'instituer rapidement des lois plus dures contre ce qui est appelé les crimes d'honneur, et la vice-présidente Masoumeh Ebtekar a ordonné une enquête sur ce meurtre.

### Dans le reste du monde
La presse internationale relaie la nouvelle du crime et le scandale qu'il suscite en Iran. Romani Ashrafi est présentée comme « un symbole » des violences contre les femmes en Iran. Selon le New York Times, ce crime a secoué le pays et l'a contraint à voir en face son échec à protéger les femmes et les enfants.
Le 28 mai 2020, le représentant de l'UNICEF en Iran, Mandeep O'Brien, présente une déclaration sur le site de l'UNICEF, rappelant que rien ne justifie le meurtre d'une personne en particulier mineure.